# San Juan Bautista de madera (Donatello)

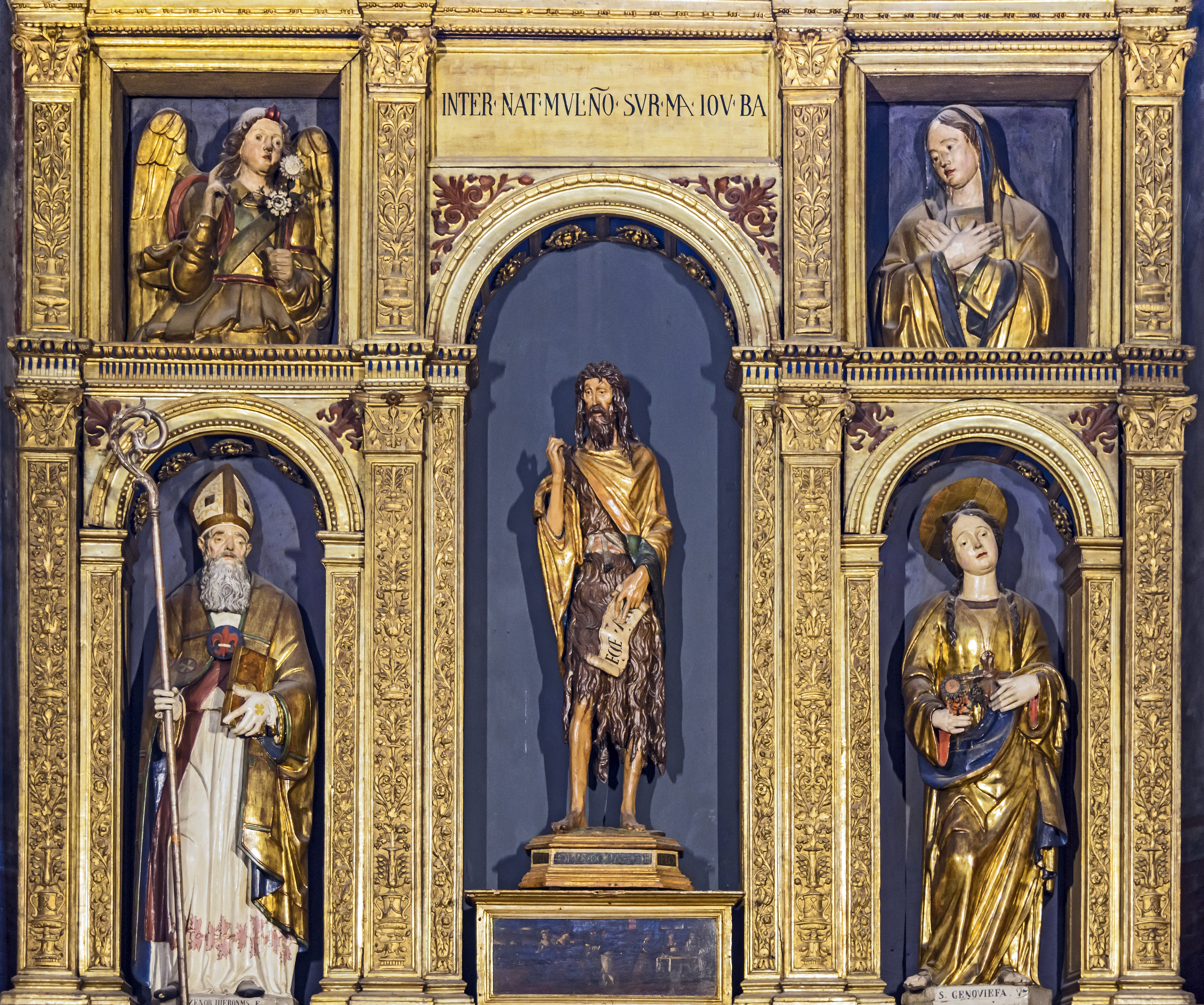
San Juan Bautista de madera en Santa Maria Gloriosa dei Frari (Venecia) de Donatello.

El San Juan Bautista de madera es una escultura realizada por Donatello en el año 1438 para la capilla del mismo nombre en la basílica de Santa María dei Frari en la ciudad de Venecia. Tiene una altrua de 141 cm.

## Historia
La presencia de una obra de Donatello en Venecia es particularmente inusual, lo que provocó sus dudas sobre su autenticidad. La explicación en la fecha terminó con una doble alternativa: la teoría de que fue realizada por el artista en el año 1438, por el encargo de un florentino perteneciente a la cofradía de la capilla dedicada a Sant Juan Bautista de la basílica de Venecia. Durante la restauración de 1973, fue descubierta la fecha de 1438, lo que sitúa la obra en el período de los grandes bronces clásicos, como David y Amor-Attis.
La notable diferencia con estas obras ha cuestionó la autenticidad de los datos, otra posibilidad era la colocación de la estatua entre las obras del período de Padua, quizás encargada por los nobles venecianos gracias a la fama alcanzada por el escultor por estar cerca ambas ciudades, o en la etapa de la vejez (1453-1455), por la evidente afinidad con la Magdalena penitente.
Teniendo lugar su elaboración por la fecha descubierta que se remonta a los años treinta, muestra una prueba de la extraordinaria variedad de estilos en los que el autor podría dedicarse, trabajando en la creación de registros completamente diferentes, y para dominar todas las técnicas de la escultura.

## Descripción
La escultura está colocada dentro de un majestuoso políptico, en cuyos lados se encuentras don imágenes de una santa y un obispo realizadas por un artista desconocido, en la capilla dedicada a San Juan Bautista. 
El santo se caracteriza por rasgos deliberadamente muy expresivos y por la rígida monumentalidad. Cubierto con un vestido de camelote (pelo de camello), avanza un paso hacia adelante con la pierna derecha, la mano izquierda, parcialmente cubierta con un manto de oro, sostiene una cartela con las palabras que había dicho en las riberas del río Jordán, a la vista de Cristo: «Ecce Agnus Dei». 
La figura del asceta, como en este caso, la había hecho en repetidas ocasiones Donatello, en las obras tan expresivas como el profeta Jeremías y la monumental Magdalena penitente en el Museo dell'Opera del Duomo (Florencia). 
Un trabajo sobre el mismo tema fue realizado por el artista en su época de madurez, hacia 1455 para la catedral de Siena, el San Juan Bautista de bronce, caracterizado de una manera más dramática y con unas líneas de un trabajo ya más maduro de Donatello.